# Ela Darling
Pour les articles homonymes, voir Darling.
Ela Darling, nom de scène de Rebecca Gail Krznarich (née le 23 juin 1986 dans le Comté de Santa Clara), est une actrice pornographique américaine et cofondatrice de la société de production de réalité virtuelle VRTube.xxx.

## Carrière
Darling obtient un Master of Library and Information Science de l'université de l'Illinois à Urbana-Champaign et travaille comme bibliothécaire avant de devenir acteur et entrepreneur.
En 2014, elle a lancé VRTUBE.XXX et est considérée comme une pionnière et une entrepreneure dans l'industrie de la réalité virtuelle pornographique ; une industrie dont on pensait en 2018 qu'elle atteindrait 1 milliard de dollars (USD) en 2020.
En 2016, elle souligne au South by Southwest que les détenteurs de brevets empêcheraient le développement de la télédildonique. En octobre 2017, elle affirme sa croyance au développement du Robot sexuel.
Ela Darling remporte un XBIZ Award en 2018 dans la catégorie Crossover Star of the Year.
Darling dit être inspirée par Nina Hartley, la porte-parole du porno éducatif, et Shine Louise Houston, l’un des grands noms du X queer. Elle est aussi engagée au sein du Adult Performer Advocacy Committee, un syndicat d'acteurs pornographiques,.

## Filmographie partielle
- 2013 : Pleasure or Pain
- 2014 : Lesbian Adventures: Older Women, Younger Girls 4
- 2015 : Bob's Boners and Other Porn Parodies (cy)
- 2016 : Assventure Time (de)
- 2016 : Ten Inch Mutant Ninja Turtles: The XXX Parody (de)

## Source de la traduction
- (en) Cet article est partiellement ou en totalité issu de l’article de Wikipédia en anglais intitulé « Ela Darling » (voir la liste des auteurs).